# ریتایم-وایلهایم
ریتایم-وایلهایم (به آلمانی: Rietheim-Weilheim) یک شهر در آلمان است که در تاتلینگن واقع شده‌است. ریتایم-وایلهایم ۲٬۱۵۶ نفر جمعیت دارد.